# Crassula grisea
Crassula grisea (лат.) — вид суккулентных растений рода Толстянка (Crassula) семейства Толстянковые (Crassulaceae), естественно произрастающий на территории Намибии и Капской провинции Южно-Африканской Республики.

## Ботаническое описание
Многолетники, имеют прямостоячие стебли, в основном не превышающие 0,2 м в высоту. Они обычно ветвятся, особенно у основания, и сохраняют старые листья, которые редко сморщиваются и остаются прикрепленными к стеблям. Листья имеют форму линейно-ланцетной, размеры (15-)20-80 х 3-6(-8) мм, острые, в сечении почти треугольные, и часто расположены широко с видимыми междоузлиями. Они могут быть голыми, опушенными или покрытыми округлыми сосочками, варьируя от зеленого до серого, коричневого и оранжево-красного цвета.
Соцветие представляет собой округлый тирс длиной 20-100 (-150) мм, покрытый отогнутыми волосками. Чашечка состоит из лопастей продолговато-треугольной формы, длиной 1-1,5 мм, острых или тупых, покрытых тонкими или грубыми волосками, иногда с округлыми трихомами на краях, их цвет может варьироваться от зеленого до красного. Венчик трубчатый, сросшийся у основания на 0,2-0,3 мм, кремового цвета, переходящего в коричневый; доли продолговато-эллиптические, длиной 2-3 мм, обычно тупые, от расширенных до слегка отогнутых. Тычинки с коричневыми пыльниками. Чешуйки обычно продолговатые или квадратные, размером 0,7-1 х 0,5-0,7 мм, выемчатые, клиновидные, мясистые, от желтого до оранжевого цвета. Период цветения: январь-апрель.

## Распространение и экология
Вид произрастает на юго-западе Намибии и в северо-западной Капской провинции (ЮАР), преимущественно к западу от прибрежных гор и к югу от Комаггаса, на гравийных нижних склонах среди гнейсо- или кварцитовых пород.
Существует широкий спектр разновидностей от голых до волосистых растений, отмеченных тонкими волосками и грубыми округлыми сосочками, простирающийся с юга на север. Формы с грубыми округлыми сосочками обычно имеют меньше ветвлений, в основном от основания, в то время как голые и волосистые формы чаще разветвлены. Экземпляры с недоразвитыми характеристиками последних двух форм могут быть отличены от Crassula elegans только по жестким, едва сморщенным старым листьям, признак, который обычно не выявляется у культурных растений. Подобные формы с округлыми сосочками на листьях, описанные как Crassula bakeri (ныне Crassula grisea), близки к форме Crassula deceptor, ранее известной как Crassula cornuta, в Кнерсвлакте. Тем не менее, помимо географического разделения, Crassula grisea также отличается наличием остроконечных трихом на цветоносах.

## Таксономия
Crassula grisea Schönland, первое упоминание в Ann. S. African Mus. 9: 50 (1912).

### Синонимы
Гетеротипные (основанные на разных номенклатурных типах):
- Crassula bakeri Schönland
- Crassula grisea var. bakeri (Schönland) G.D.Rowley
- Crassula ihlenfeldtii Friedrich